# Jarotki
Jarotki – wieś w Polsce położona w województwie wielkopolskim, w powiecie słupeckim, w gminie Ostrowite.
| SIMC    | Nazwa  | Rodzaj    |
| ------- | ------ | --------- |
| 0291530 | Młynek | część wsi |

W latach 1975–1998 miejscowość administracyjnie należała do województwa konińskiego.
Miejscowość liczy ok. 54 zabudowań i ok. 575 mieszkańców. Działa tu Ochotnicza Straż Pożarna. W okolicy znajdują się dwa jeziora: Ostrowite i Koziegłowskie. Na terenie wsi znajduje się również zabytkowy park. Jarotki graniczą bezpośrednio z gminą Kleczew oraz powiatem konińskim. W południowej części wsi przebiegają 2 nitki rurociągu ropy naftowej Przyjaźń.
W północno-wschodniej części wsi znajdują się niewielkie pokłady węgla brunatnego.